# ネロン
ネロンは、DCコミックスの作品に登場する架空の悪魔。

## 概要
悪魔であり、多くのヒーローと対峙する関係にあるが、完全な敗北を見せた話はほとんどない。
そのため、ヒーローたちと直接闘うという話自体が少ないが、他の悪役と契約し、間接的にヒーローたちを困らせるという役割に立つことが多い。

## 契約者
願いをかなえる代わりに、契約者の魂をもらう(死んだときにネロンのものとなる)。
通常、1人につき契約は1度のみ(魂をもらうという契約のため)。
ミスター・フリーズ
能力をパワーアップさせる。
キラーモス
キャラックスにパワーアップさせる
二代目ブロックバスター
天才的な頭脳を与える。
初代ブラックスパイダー
現世へ戻す(契約時に死んでいたが、魂が手に入るのはブラックスパイダーがもう一度死んでから)。

## 登場作品
- ザターナ
- ザ・フォース・ワールド
- ワンダーウーマン
- アクアマン
- バットマン